# Extracció de petroli

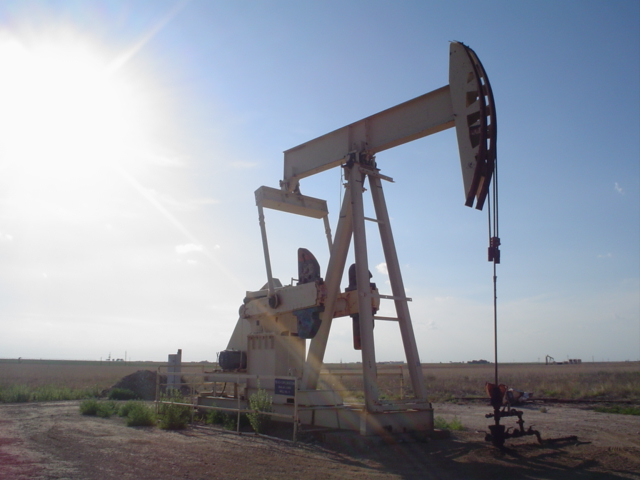
Bomba d'extracció en un jaciment a Texas

El procés d'extracció de petroli és el procés amb el que el petroli és extret de l'interior de la Terra.

## Localitzant el jaciment
Els geòlegs analitzen ones sísmiques per buscar estructures geològiques que puguin haver format reserves de petroli. Els mètodes "clàssics" inclouen la realització de petites explosions a la zona on es busca, per tal d'observar la resposta que reben els sismògrafs, i que aporta informació sobre l'estructura geològica de les capes inferiors del subsòl. Tanmateix, hi ha mètodes "passius", que extrauen i interpreten la informació que reben de les ones produïdes per moviments sísmics que es donen naturalment.
A vegades, altres instruments, com els gravímetres i els magnetòmetres, també són utilitzats en la recerca dels jaciments. L'extracció comença normalment perforant un pou per tal d'arribar a la trampa de petroli. Un cop s'hi ha arribat un geòleg (conegut a les explotacions com el "mudlogger") detecta i certifica la seva presència. Històricament als Estats Units existien alguns jaciments petroliers on el petroli aflorava naturalment, però la majoria d'aquests fa temps que han sigut exhaurits, si bé encara se'n poden trobar alguns a Alaska. Sovint una mateixa reserva de petroli és perforada amb diversos pous, per tal d'assegurar la viabilitat de l'extracció. Alguns d'aquests, anomenats pous secundaris, són utilitzats per a injectar aigua, vapor, àcid, o una barreja de gasos a l'interior del jaciment, per tal d'incrementar o mantenir la pressió de sortida del petroli, i mantenir així la rendibilitat de l'explotació.

## Fases de l'extracció

### Primera fase d'extracció
Quan la pressió interna del jaciment és suficient, el petroli brolla naturalment fins a la superfície. Grans quantitats de gas natural, de fuel gasós i d'aigua estan presents normalment a la trampa de petroli, fet que facilita la pujada d'aquest, barrejat amb aquests altres elements. En aquests casos, n'hi ha prou amb instal·lar un colze amb un complex sistema de vàlvules, anomenat arbre de Nadal ("Christmas tree") a la part superior del pou d'extracció, per a separar els elements i connectar aquest amb la xarxa de transport i estocatge.
Habitualment, un 20% del petroli de la reserva pot ser extreta en la primera fase.

### Segona fase d'extracció
Amb el temps, la pressió natural disminueix i aviat serà insuficient per a propulsar el petroli cap a la superfície. Si és econòmicament viable, i normalment ho és, es procedeix a l'extracció del petroli restant, i l'explotació entra a la segona fase.
En la segona fase d'extracció l'explotació s'ajuda de diverses tècniques i mètodes per continuar amb el procés quan la pressió de sortida és baixa. El més freqüent és la utilització de bombes d'extracció especials. Altres tècniques consisteixen en la injecció, a l'interior de la reserva, de fluids que "desplacen" el petroli cap al forat de sortida. Aquests fluids poden ser aigua, gasos o àcids, o inclús aire atmosfèric o diòxid de carboni.
Al final de la segona fase d'extracció, entre un 25 i un 35% del petroli de la reserva és extret.

### Tercera fase d'extracció
La tercera fase cerca reduir la viscositat del petroli que hi ha a la trampa per tal de facilitar la seva circulació cap a la superfície. Els mètodes d'extracció tèrmica del petroli (Thermally enhanced oil recovery, o TEOR) consisteixen a escalfar-lo, per tal que sigui més fàcil de xuclar. El més comú d'aquests mètodes és la injecció de vapor d'aigua, normalment produït en una planta de cogeneració, on una turbina de gas produeix electricitat i el vapor d'aigua que s'injectarà a l'interior del jaciment. Aquest mètode, per exemple, és emprat extensivament per a incrementar la producció a la vall de San Joaquín (San Joaquin Valley), on el petroli és molt dens i pesat, però quina explotació, al representar el 10% de la producció de petroli dels Estats Units, és important a nivell nacional. La cremació in situ és un altre dels mètodes de la tercer fase, on part del petroli és cremat a l'interior per així escalfar el circumdant. Ocasionalment, també alguns detergents són utilitzats per a disminuir la viscositat del petroli.
Un altre mètode de la tercera fase és la injecció de diòxid de carboni.
Aquesta fase permet extraure entre un 5% i un 15% més del petroli de la reserva, i comença quan el ritme d'extracció de la segona fase s'ha tornat massa lent com per a continuar amb una producció rendible, sempre que es consideri que continuar amb l'extracció del petroli restant encara és rendible. Aquest factor depèn dels costos d'extracció i del preu de comercialització del petroli. Sovint, explotacions que havien deixat de ser rendibles tornen a la producció en tercera fase quan hi ha una alça en els preus del petroli. De la mateixa manera, explotacions en la seva tercera fase poden ser paralitzades en moments en què el preu del petroli baixa.

## Taxes d'extracció del petroli
La quantitat de petroli extraible del total contingut en una trampa és determinat per una combinació de factors que inclouen la permeabilitat de la roca, la pressió natural de sortida, la viscositat del petroli...Quan les roques que formen el jaciment són espesses, com en el cas dels esquistos, difícilment permeten la circulació del petroli, però en el cas de roques permeables, com els gresos, el petroli pot circular lliurement. El flux de sortida és ajudat sovint per les pressions naturals que envolten la roca que conté el petroli, pressions que també fan que hi trobem gas natural dissolt, o en el nivell immediatament superior. El petroli pot presentar-se en una gamma de densitats molt àmplia, que va des de les molt lleugeres, com la de la gasolina, a les de molt denses, com el quitrà. Les formes de petroli més lleugeres, en ser les que circulen més fàcilment, tendeixen a tenir les taxes de producció més altes.

## La perforació
Els pous d'extracció són creats amb la perforació amb unes broques especials. Un tub d'acer s'emplaça a la secció del pou per a dotar aquest de l'estabilitat que necessita per a continuar amb la perforació. Quan s'arriba al petroli, es fan uns forats que uneixen el pou amb la trampa, per tal que aquest pugui circular a través del pou, pujant així a la superfície. Finalment, una col·lecció de vàlvules anomenat Christmas tree ajuda a separar el petroli d'altres components (gasos i aigua), i de regular els fluxos.